# 馬自達6
馬自達6（日语：マツダ・MAZDA6）乃日本馬自達汽車公司於2002年至2024年之間推出的中型四門轎車與五門旅行車車款，日本市場稱作（Atenza）。

## 概要
該車款為626/Capella/Cronos的後繼車款，其日本車名Atenza源自於義大利文Attenzione，意思為「注目」。由於此車款是馬自達全家族車系「Zoom-Zoom」概念的第一砲，為了希望一舉獲得世人的目光焦點，因此取了此名。2006年2月，經過3年又九個月，馬自達6在全球銷售達一百萬輛，創下了自家史上的里程碑（不過半年後馬自達3突破此紀錄，自2003年10月上市以來，該車款經過3年又兩個月達到全球銷售一百萬輛的紀錄）。
另外由於中國汽車市場的特殊性，造成2010年代曾出現「三代同堂」同時銷售的狀況，在全球車壇中可說是絕無僅有。當地的一汽馬自達公司將第一代稱作「Mazda6」、第二代為「睿翼」、第三代為「阿特兹」。2020年代因為SUV休旅車席捲全球車壇，傳統房車難以生存，原廠遂於2024年4月正式停產。

## 歷史

### 第一代（2002年-2008年）
2002年 - 5月於日本正式對外公開，轎車與轎跑車版採用GG平臺，旅行車版則採GY平臺。中国大陆由一汽轿车引进，2003年4月上市；美國亦於2003年發售；加拿大則推遲至2004年上市。歐洲地區於2007年時僅有「豪華運動版」（Luxury Sport，實為旅行車Wagon車型）可供選擇，配備136匹馬力的RF-T DI 1998型缸內直噴渦輪增壓柴油引擎；後來2008年捨棄此引擎，改採146匹馬力的RF 2007型渦輪增壓柴油引擎。
因應全球各地不同的道路狀況與國情，日本國內搭載新開發直列四缸DOHC的MZR引擎，區分成2.0L的LF-DE型和2.3L的L3-VE型二種。美國地區裝載了3.0L V型六缸的Duratec 30型引擎，搭配五速手排或五速手自排的變速箱。歐洲與澳洲地區則搭載了2.0L直列四缸渦輪增壓RF 2007型柴油引擎，搭配六速手排變速，更達到省油節能的效果。

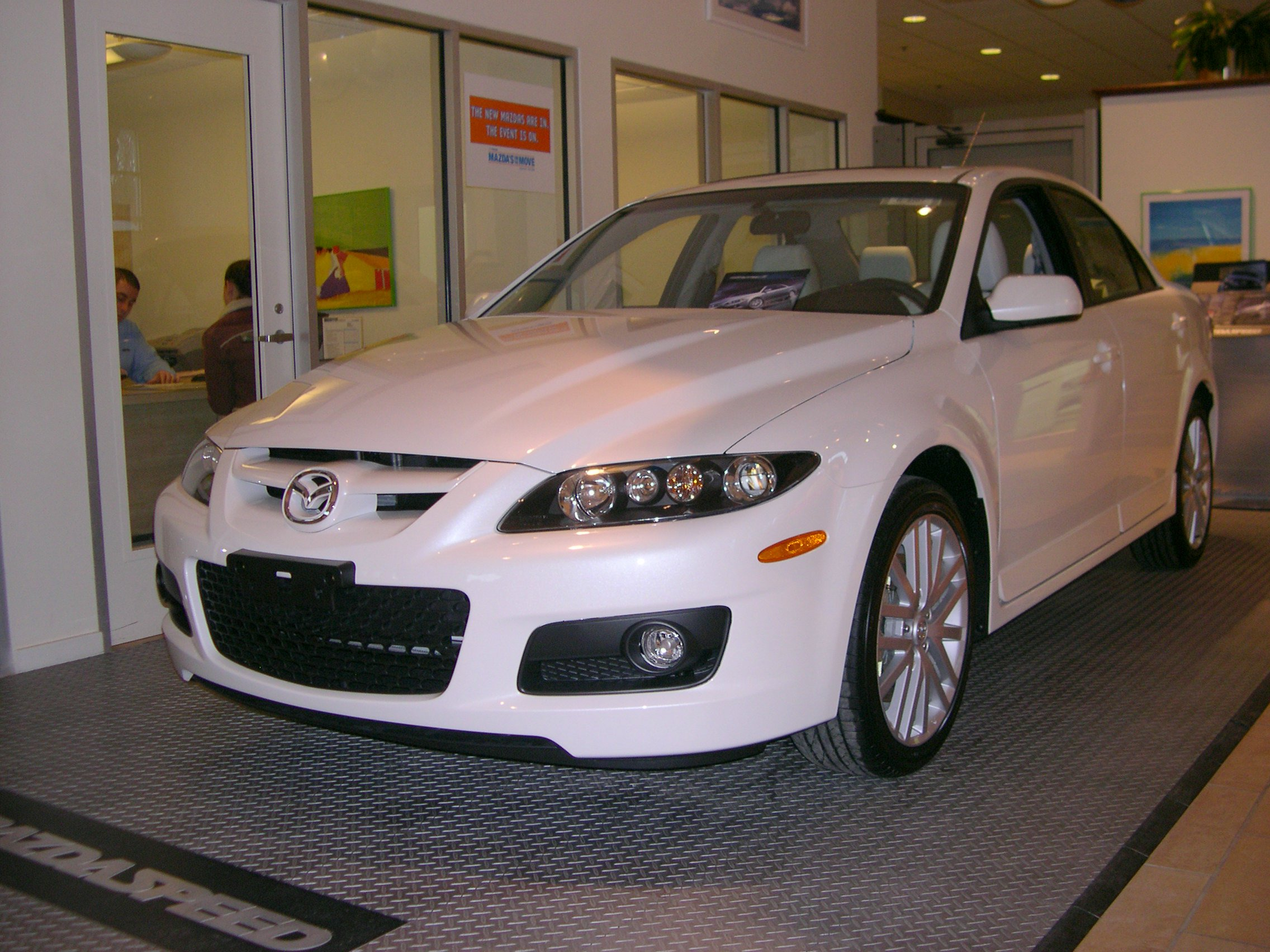
Mazdaspeed6

馬自達6的性能版在日本稱為「マツダスピード アテンザ」（Mazdaspeed Atenza）；北美地區叫作「Mazdaspeed6」；歐洲與澳洲市場則稱呼「馬自達6 MPS」。這款性能版搭載新開發的2.3L DISI（Direct Injection Spark Ignition，缸內直噴之意）L3-VDT型渦輪增壓引擎，最大馬力輸出可達274匹，最大扭力380牛頓-米，配合四輪驅動系統。根據美國《人車誌汽車雜誌》（Car and Driver Magazine）的測試報道，Mazdaspeed6在0-60mph加速花費5.4秒；該雜誌亦將馬自達6列為2003年度十大好車。
2002年11月29日榮獲2003年度第12屆RJC年度風雲車大獎，次年獲得2003年度歐洲年度風雲車第二名。歐盟新車安全評鑑協會分別在2003年及2005年針對馬自達6進行撞擊測試，其中對成人乘員的保護性通通給予四顆星的評價（滿分五顆星）。
2010年因為中國車壇的特殊性，造成罕見的同款車「多代同堂」在市面上銷售，馬自達6的第一、二（一汽馬自達稱之為「睿翼」）代的狀況便是如此。12月6日一汽馬自達宣布小改款的馬自達6將於該月中旬正式上市，內容包含換裝新設計的水箱罩與後保桿、提供六種車色塗裝、內裝統一成黑灰色系、全車系將前座雙安全氣囊、整合防鎖死煞車系統及電子制動力分配系統列為標準配備、頂級高端車型則配備了六具安全氣囊等。新的車身尺碼為長4,670mm、寬1,780mm、高1,435mm，軸距維持原有的2,675mm；動力方面統一搭載排氣量為2.0L的汽油可變氣門LFX型引擎，最大馬力為146hp / 6,500rpm、峰值扭力為18.6kgm / 4,000rpm；可選擇六速手排或五速手自排變速箱系統。

#### 安全性召回
2013年4月中國一汽集團宣布由於安全氣囊的產品瑕疵，在極端狀況下可能發生氣囊作動不正常之狀況。此外氣囊內的氣體發生器內壓異常上升，金屬容器可能爆裂並濺出碎片，氣體發生器的高溫氣體可能發生洩漏甚至起火，存在安全隱憂。一汽汽車將召回2003年3月29日至2003年12月27日生產的第一代馬自達6車型，總計24,465輛。關於相同的安全性問題，臺灣品爵汽車亦在同年5月宣布召回從2002年3月至2003年3月出廠的170輛第一代馬自達6車型，以便更換相關零件。

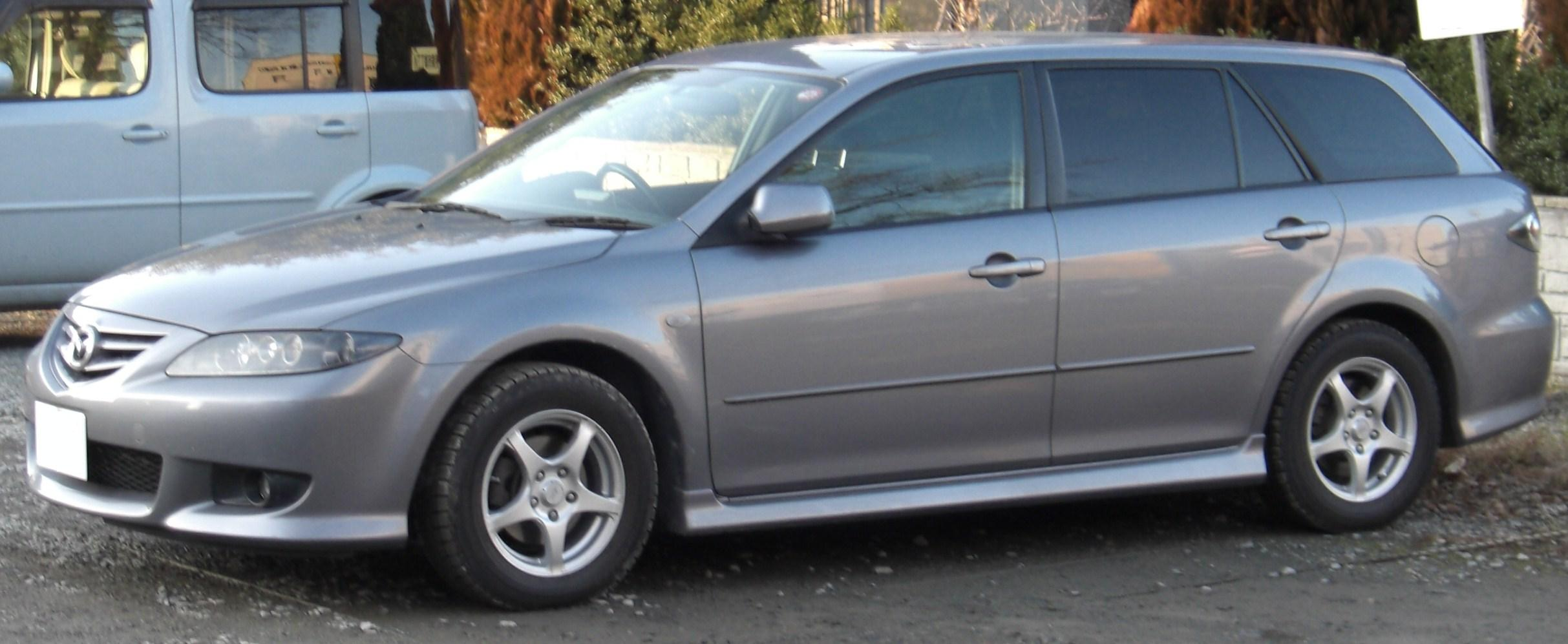
Mazda6運動旅行車版車頭
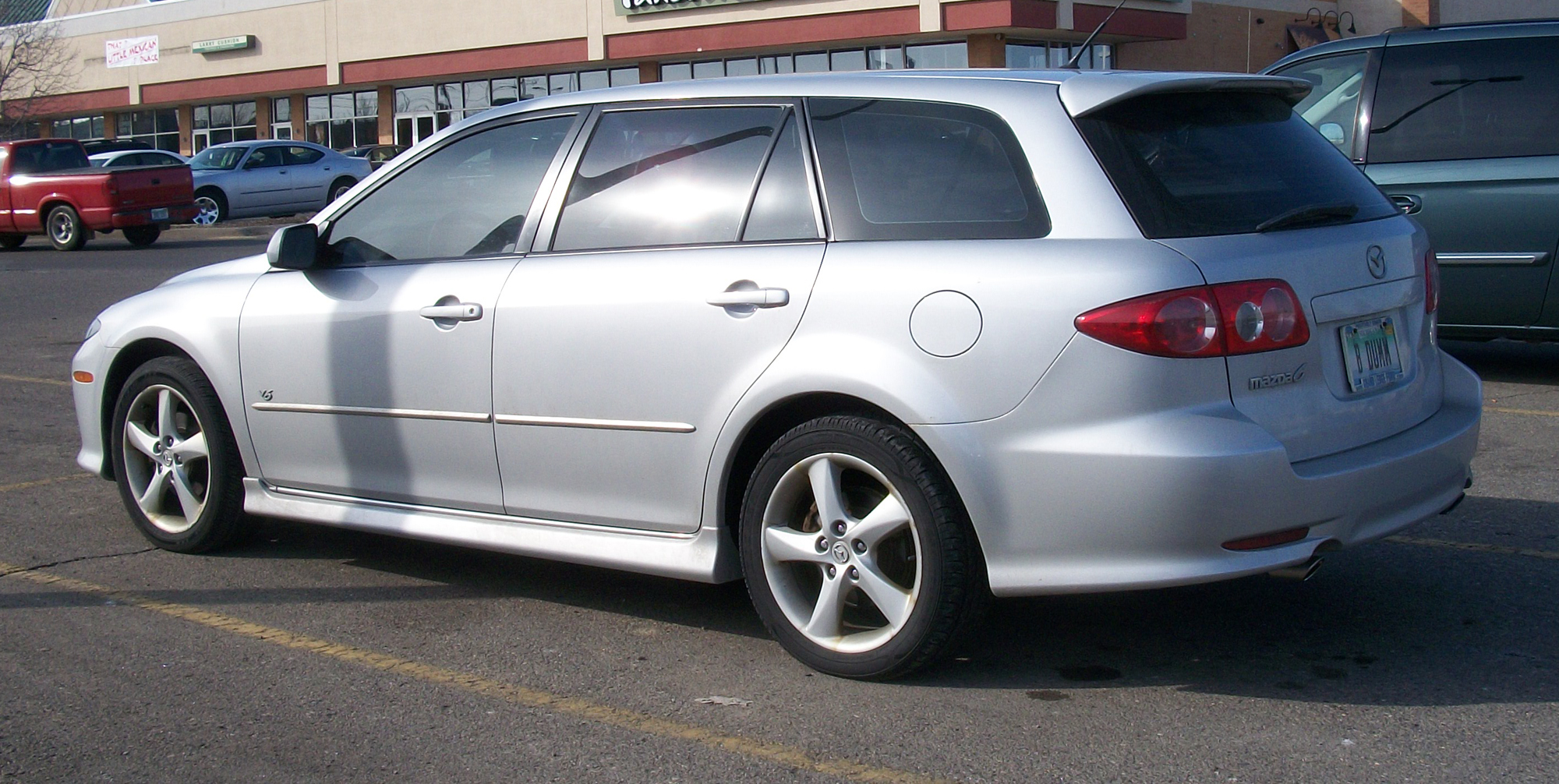
2003年-2005年美規旅行車版
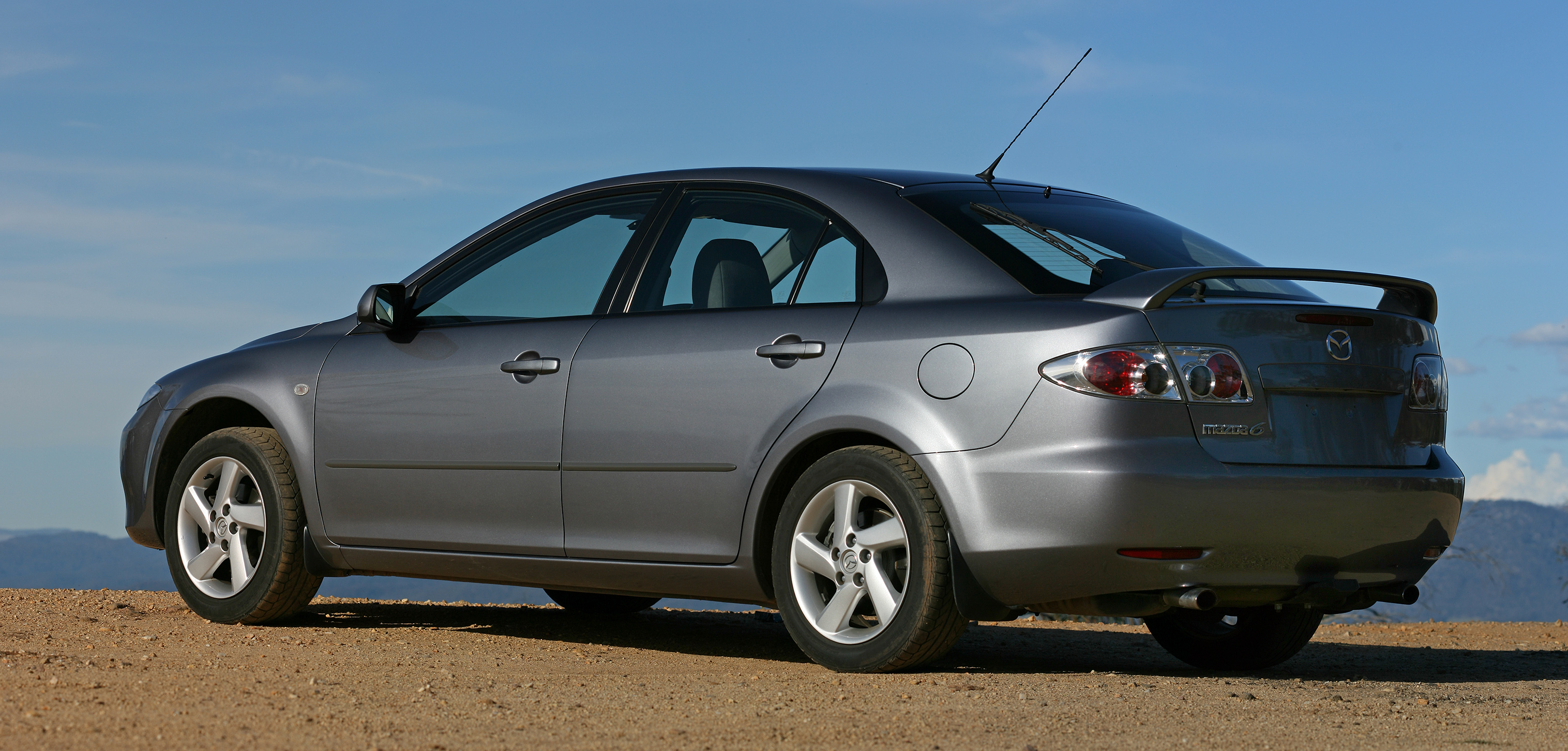
2003年澳規車尾
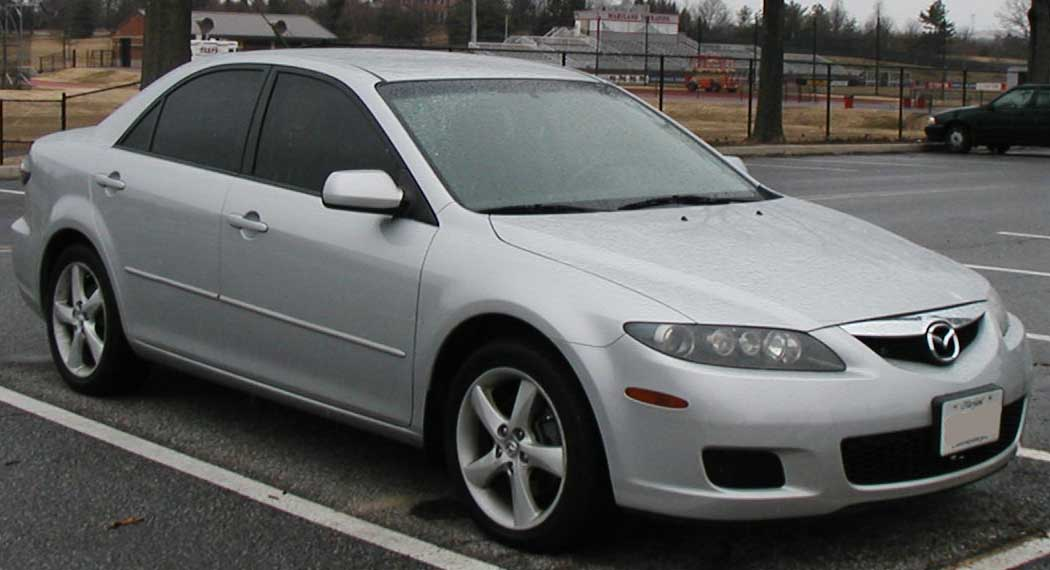
2006年-2008年美規車頭
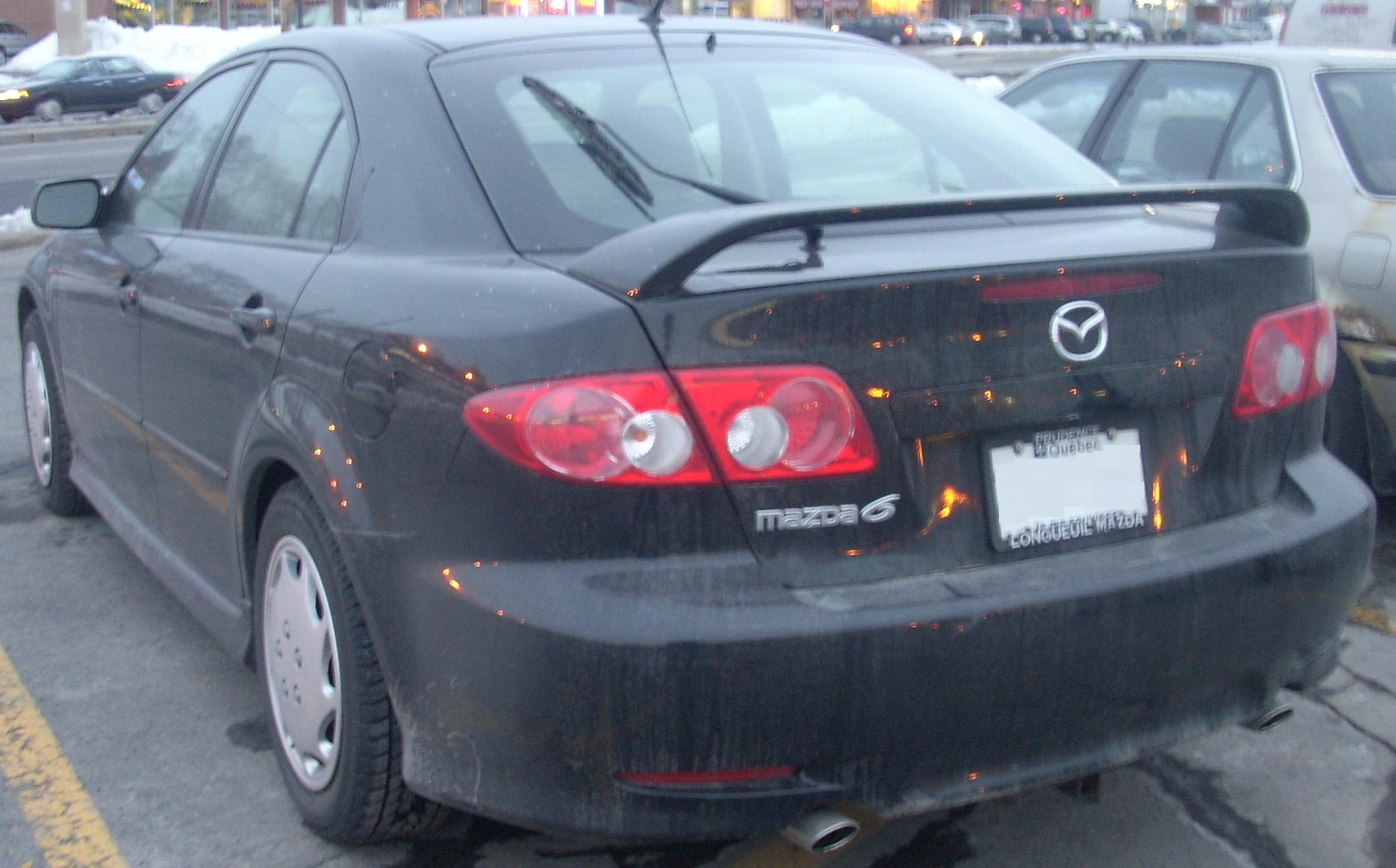
五門掀背版車尾
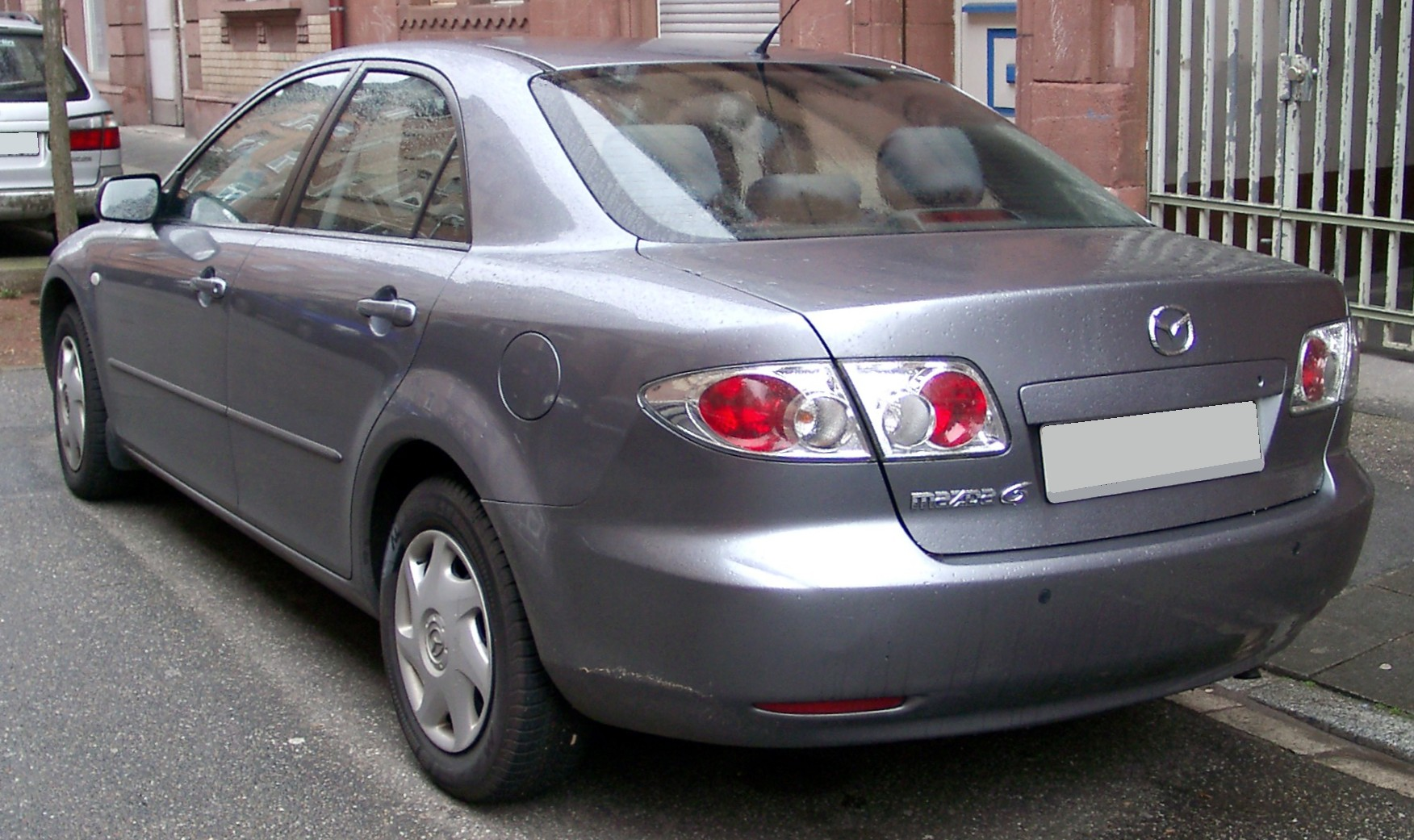
四門轎車版車尾

### 第二代（2008年-2012年）
2007年9月第二代馬自達6正式在德國第62屆法蘭克福國際車展亮相，同年10月也在日本東京國際車展公開三種車型：轎車型、運動型與運動旅行車型。改變後的外觀依舊延續前一代的動感造型，其平台採用自GG平台改良而來的GH平台，而上一代的2.3L L3-VE型引擎改以2.5L L5-VE型引擎替代。為了提升安全性，2.5L車款將DSC動態穩定系統與TCS循跡控制系統納為標準配備。此外，歐洲市場更追加一具2.0L直列四缸RF 2007型渦輪增壓柴油引擎，最大馬力140ps / 3,500rpm、扭力峰值330N·m / 2,000rpm。
2008年11月10日，歐洲市場追加另一具2.2L直列四缸R2 2008型柴油引擎，該具柴油引擎共分125ps、163ps、185ps等三種動力版本，且共軌噴射系統的噴嘴口改成10孔，有助於柴油注入燃燒室的霧化效能；噴嘴孔徑從0.13mm縮成 0.119mm；油壓也從26,000psi增為29,000psi。綜合這些改良技術，這具稱為「MZR-CD」的柴油引擎可更精準地控制噴油量、減少燃油消耗、降低運轉噪音、減少氮氧化物的排放。
2010年8月底馬自達6花費8年6個月的時間，總計第一、二代在全球累積銷售量達2百萬輛。
2011年3月4日馬自達宣布在北、南美洲地區的經銷商共接獲20起罕見的案例，由於蜘蛛進入油箱空氣導管內築網結巢造成堵塞，導致空氣無法順利導入油箱。馬自達擬召回2008年4月8日至2010年2月8日生產之65,916輛美規馬自達6（亦即第二代），以改正油箱空氣導管與軟體更新。受到波及的國家包括美國、加拿大、墨西哥、波多黎各等，而日本、臺灣、中國大陸、歐洲、澳洲等地的空氣導管設計不同，則沒有此一疑慮，無須召回。
同年3月31日馬自達宣布召回2008年1至2月間生產的2.5L車型，由於出現引擎活塞銷C型扣環固定的瑕疵，若C型扣環鬆動會引起引擎異音，甚至嚴重者可能鬆脫以致引擎無法運作，而引發機油滲漏且起火。由於此一瑕疵問題，臺灣地區計有169輛必須召回檢修。
歐盟新車安全評鑑協會在2009年針對馬自達6進行撞擊測試，其中對成人乘員的保護性通通給予滿分五顆星的評價。馬自達6被英國著名的《什麼車雜誌》（What Car? Magazine）評選為2010年度最佳房車。

#### 安全性召回
2016年8月10日馬自達美國分公司宣布召回2009年至2010年間製造、共41,918輛的馬自達6回廠檢修，原因是安全氣囊的控制裝置未加入足夠的電路保護塗料，使得內部容易因濕氣而腐蝕，最終造成氣囊無法作動，無法發揮保護車內乘員的作用。當氣囊出現異常時，儀表板將亮燈警告車主。因備料有限，馬自達美國分公司將以郵件逐步通知車主回廠召修更換。

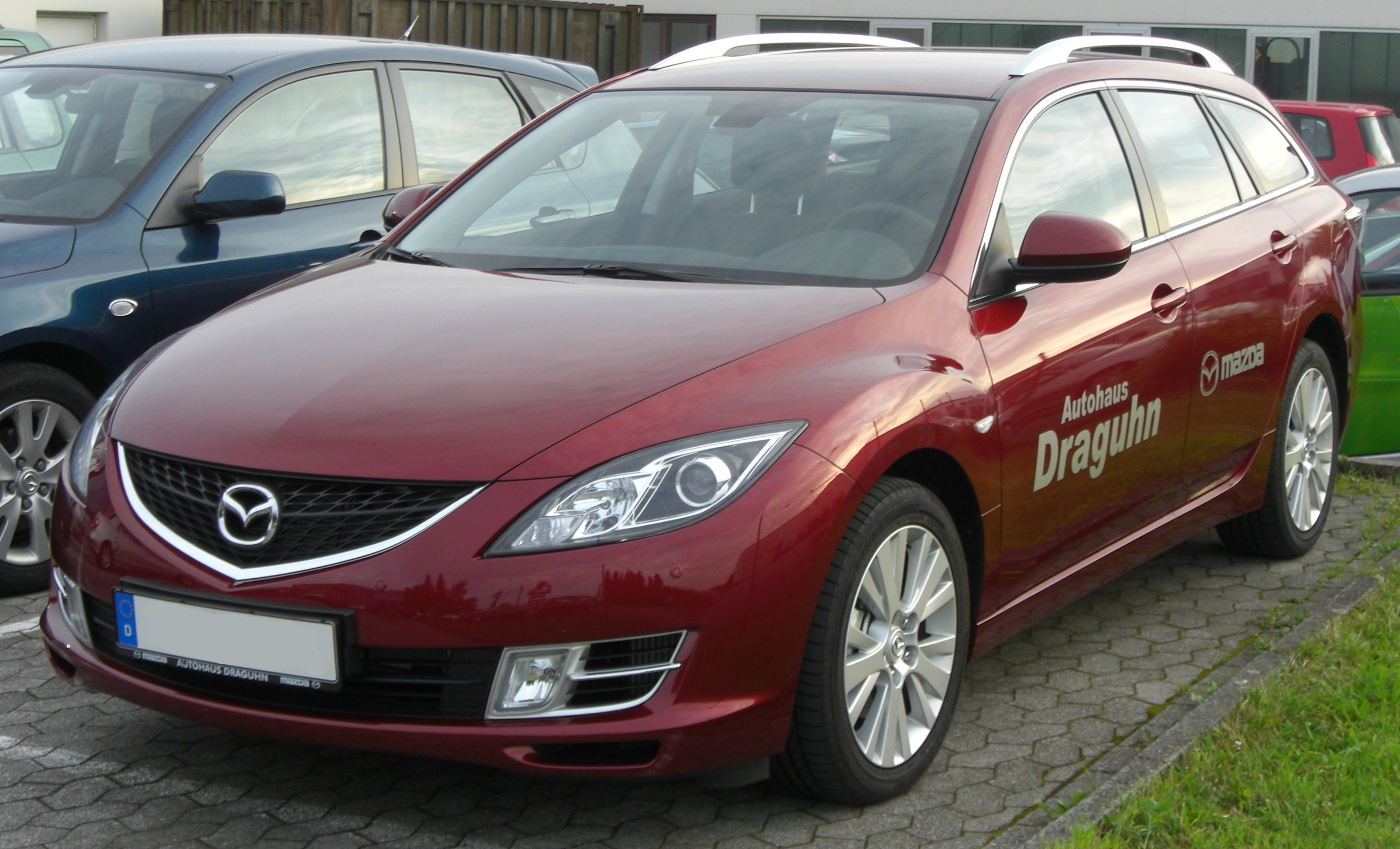
歐規運動旅行車版車頭
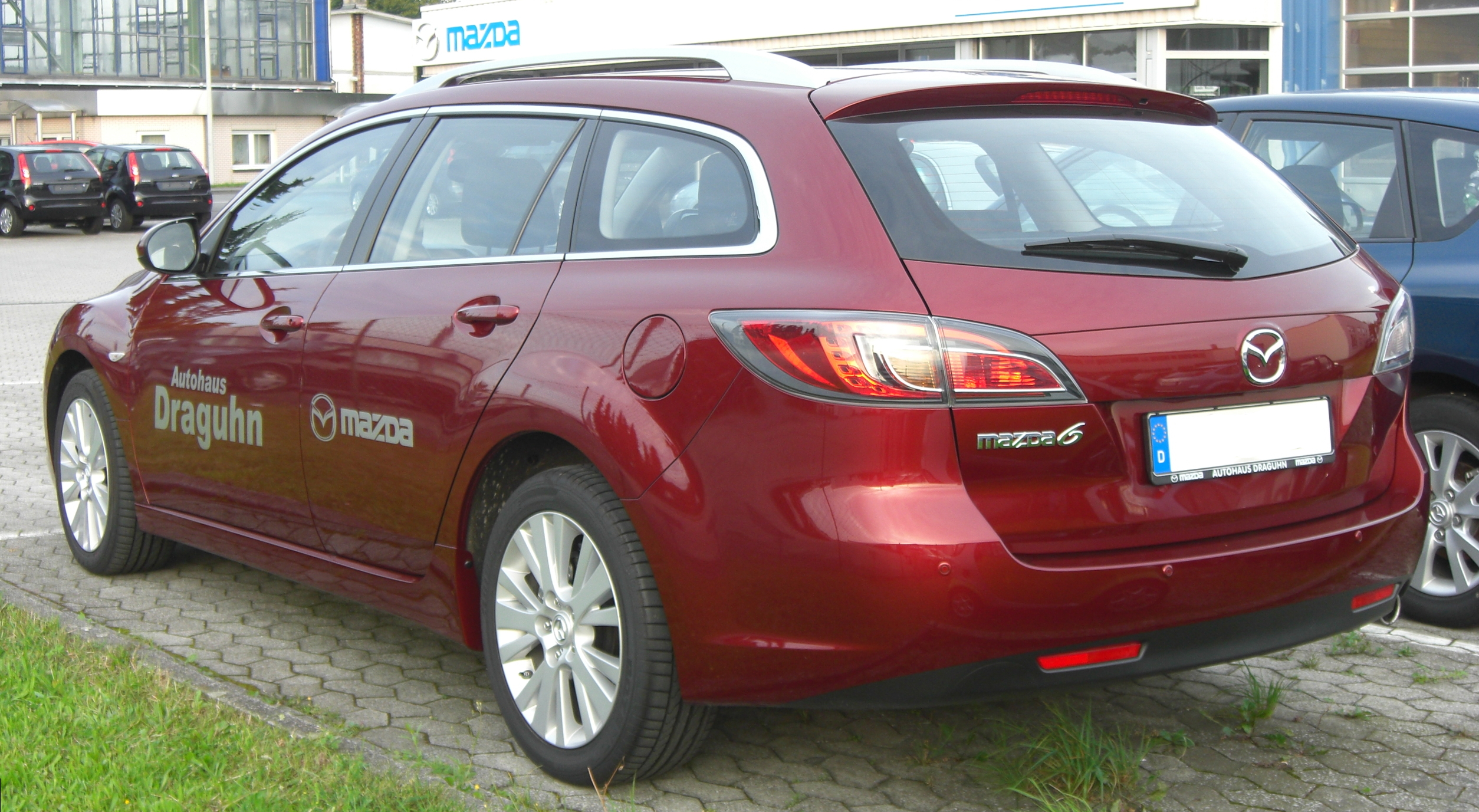
歐規運動旅行車版車尾
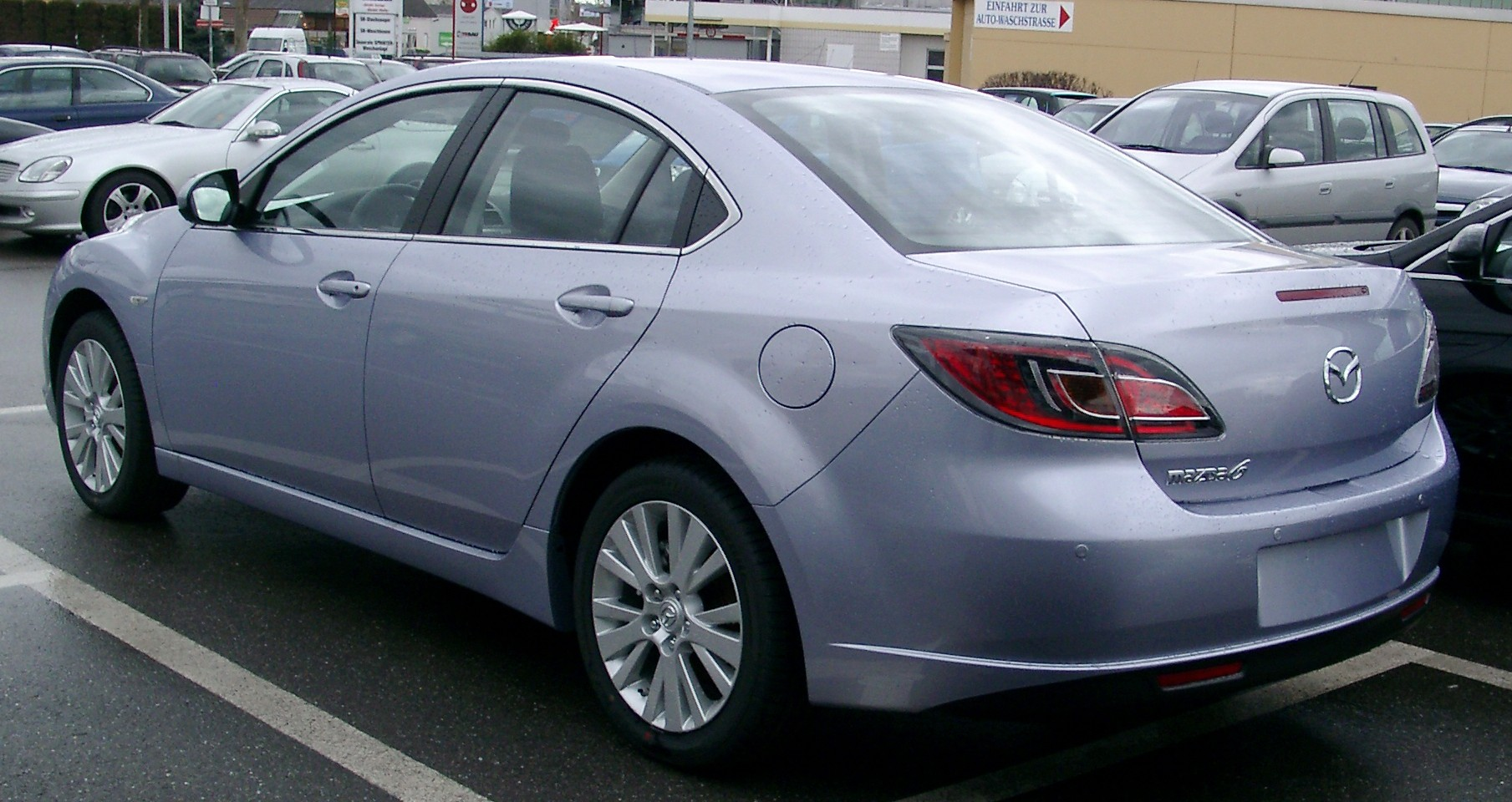
歐規轎車版車尾
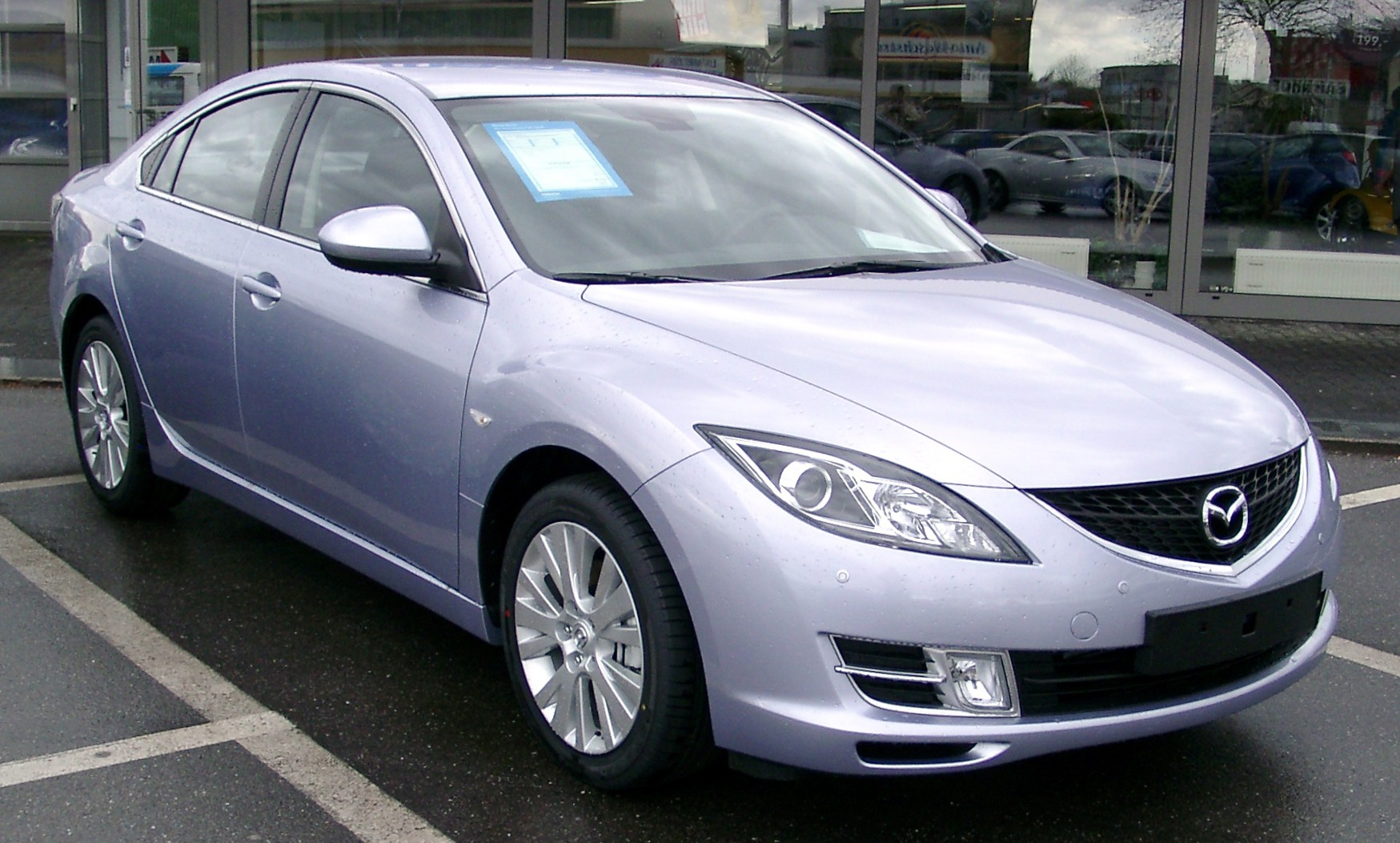
歐規轎車版車頭
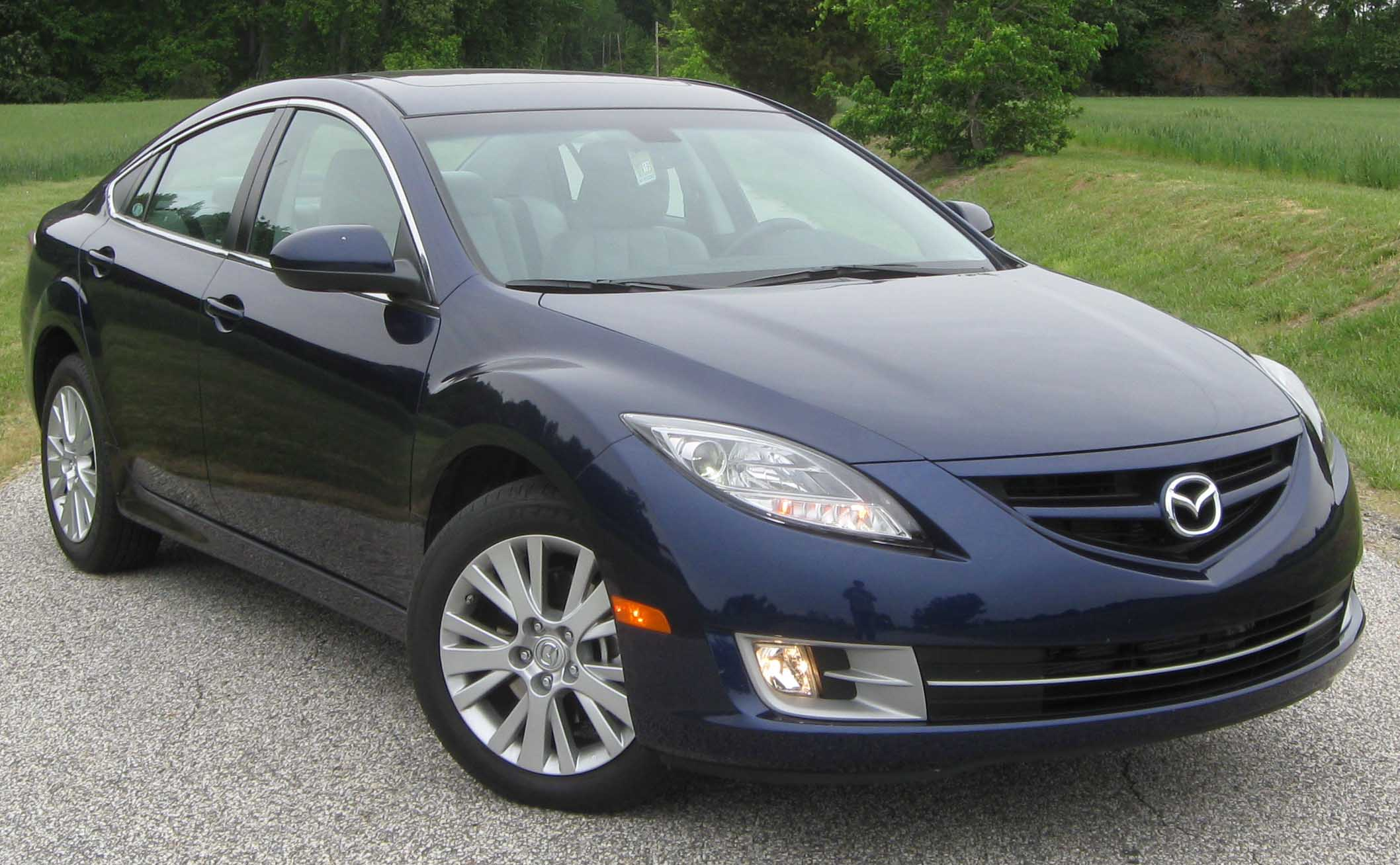
美規轎車版車頭
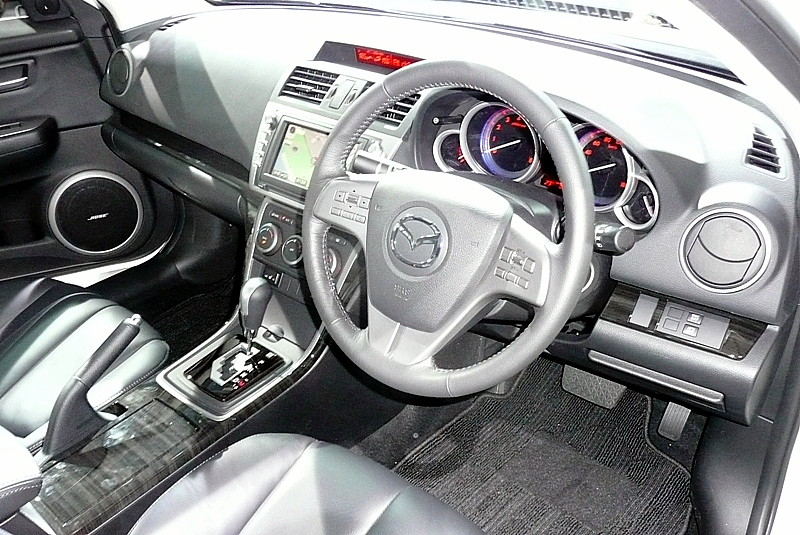
右駕版車室內裝
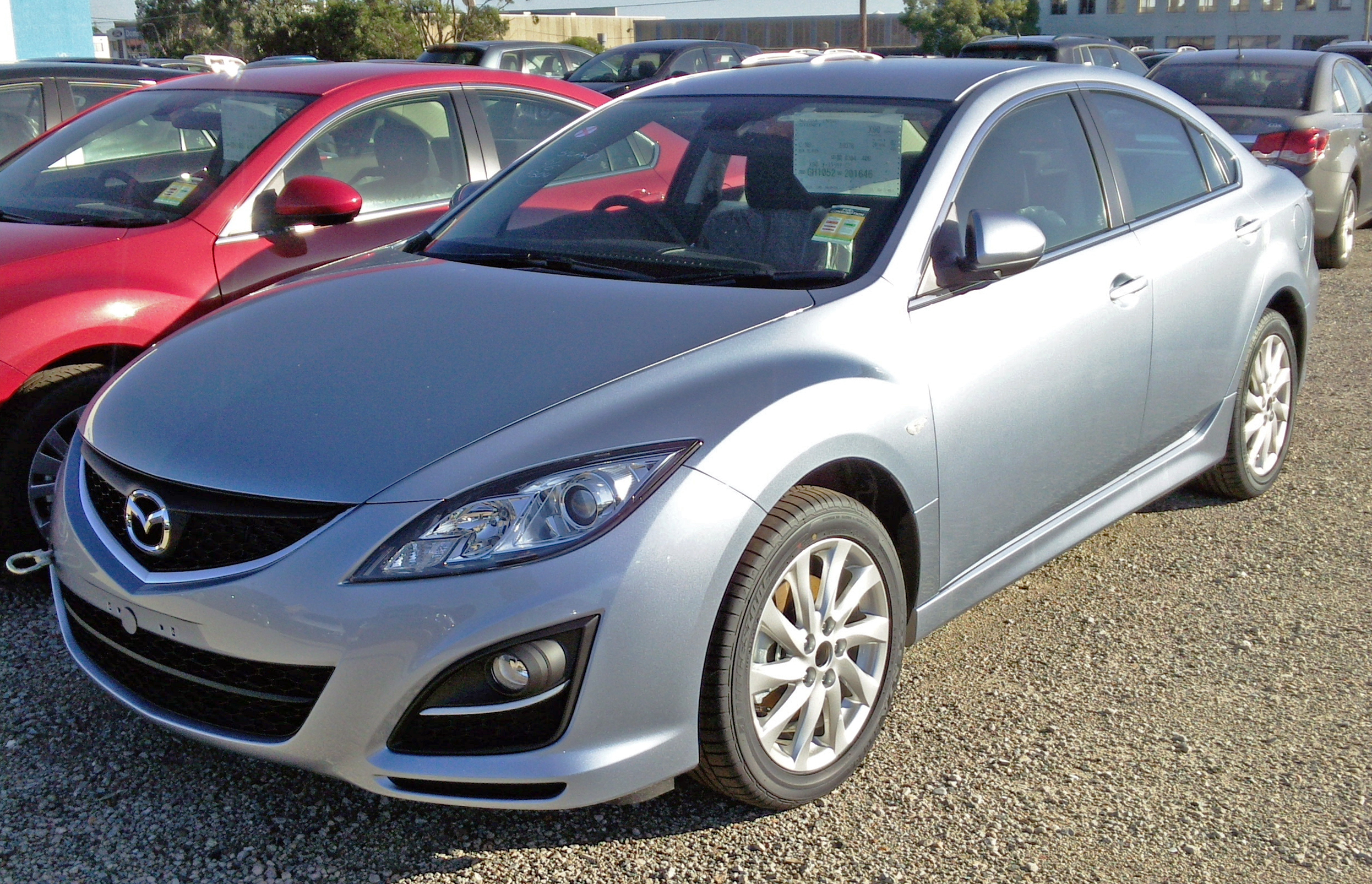
澳規小改版車頭
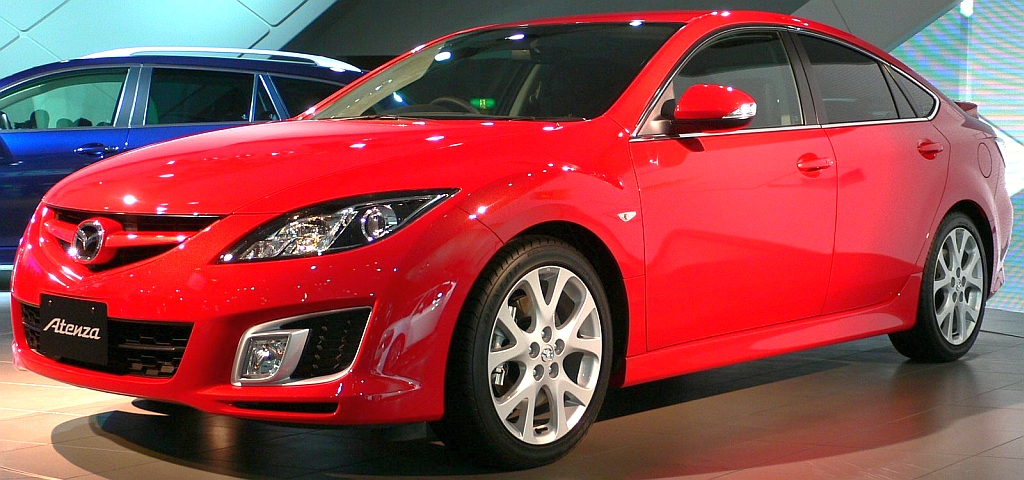
運動版

### 第三代（2012年-2024年）
2012年大改款的第三代馬自達6（原廠代號GJ）四門轎車型在8月29日舉行的莫斯科國際車展公開亮相，相隔一個月後的巴黎車展再推出五門旅行車型，隨後11月20日正式在日本發售。車內空間經過重新規劃後，乘員之肩、膝、腿部等空間均加大20mm至43mm不等，使得乘坐空間更為寬敞。在動力方面，因為CX-5的柴油車型大受歡迎，銷售比重近七成，故導入改良過的2.2L直列四缸DOHC高壓共軌缸內直噴SH-VPTR型雙渦輪增壓柴油引擎，最大馬力175ps / 4,500rpm，扭力峰值42.8kg·m / 2,000rpm。輔以二階段雙渦輪增壓器，ECU自動根據轉速變化及駕駛人需求而決定使用小渦輪或是大渦輪，以達到低轉速高扭力、高轉速大馬力的功效。搭配六速手自排或六速手排變速系統，經JC08模式測試後具有22.4km/L的平均油耗表現。還有1,997c.c.直列四缸DOHC PE-VPS型與2,488c.c.直列四缸DOHC PY-VPR型二具汽油引擎，藉高壓縮比和缸內直噴供油，前者輸出155ps / 6,000rpm最大馬力與20.0kg·m / 4,000rpm最大扭力、後者輸出188ps / 5,700rpm最大馬力與25.5kg·m / 3,250rpm最大扭力。配合六速手自排變速系統，經JC08模式測試分別具有17.4km/L及15.6km/L的平均油耗表現。這得力於該款車搭載i-Stop怠速熄火系統和i-ELOOP動能回收系統二套新技術，有效提高其油耗經濟性。
在主動式安全輔助系統方面，此款車裝置了最新開發的「i-ACTIVSENSE」系統，匯集短波雷達及紅外線偵測、流明檢出以及等速偵測鏡頭等電子元件，整合包括MRCC雷達定速巡航（Mazda Radar Cruise Control）、LDWS（Lane Departure Warning System之縮寫）車道偵測系統、RVM（Rear Vehicle Monitoring之縮寫）、後方車輛接近警示系統、HBC（High Beam Control System之縮寫）自動照明檢測系統、AFS（Adaptive Front Lighting System之縮寫）主動式轉向頭燈、SBS（Smart Brake Support之縮寫）/ SCBS（Smart City Brake Support之縮寫）智慧型剎車輔助等技術，提供更完備的行車安全防護。
2013年6月起，第三代馬自達6以「阿特茲」之名在中國正式發表。動力心臟搭載2.0L直列四缸DOHC PE-VPS型引擎，配合6速手自排變速系統；標準配備有前大燈自動調節附清洗功能、日間行車燈、天窗、附換檔撥片的方向盤、真皮座椅、19吋鋁合金輪圈等。11月16日起也正式引進臺灣市場，共分2.0L直列四缸DOHC PE-VPS型引擎和2.2L直列四缸DOHC SH-VPTR型渦輪增壓柴油引擎兩種動力。至於車型則依配備多寡分成三種，全車系的標準配備含有I-Stop怠速熄火系統、6速手自排變速、6具SRS安全輔助氣囊、DSC車身動態穩定系統、ABS+EBD+BAS電子煞車輔助系統、TCS循跡控制系統、HLA上坡起步輔助系統、TPMS胎壓偵測、全車窗淡色抗UV玻璃、雙排氣尾管、電子智慧型防盜遙控鑰匙與Push Start引擎啟動鍵、ISO-FIX兒童安全座椅固定裝置、四門兩段式電動窗與駕駛座防夾功能、智慧型行車電腦、MID多功能資訊顯示幕、CD/MP3音響附AUX-IN/USB輸入插孔、方向盤音響控制介面等；另外旗艦型則加裝LED日行燈組與HID光圈頭燈、19吋鋁合金鋼圈、「i-ACTIVSENSE」行車輔助系統等。
2014年4月11日一汽馬自達宣布5月起正式下線生產「阿特茲」，形成馬自達6（第一代）、睿翼（第二代）、阿特茲（第三代）在中國車壇「三代同堂」的特殊景象，共有三代六款車型在市場上共同競逐。同年11月20日原廠在洛杉磯國際車展發表小改款的馬自達6，車頭換上重新設計的前保桿，並在兩側加入鍍鉻飾條，並換上ALH主動轉向式LED頭燈組。7吋液晶螢幕改立於中控總成上方，並修改引擎啟動鈕、空調出風口等之造型。此外新設EPB電子手煞車，及更新Mazda Connect人因操控介面。
2015年3月31日，臺灣馬自達引進小改款的馬自達6，汽油和柴油引擎版本車型重新編成，小改款內容與洛杉磯車展公佈的相同。而且柴油頂級車款具備ALH智慧型LED頭燈、LED晝行燈、LED霧燈、LED尾燈組，並額外增加BSM盲點偵測系統（含後車警示功能）、LAS車道偏移防止系統、LDWS車道偏移警示系統等主動安全防護系統。
此車款除了獲得2013年度德國紅點設計大獎外，同年11月13日亦獲得RJC年度風雲車的2014年度國產風雲車，同月亦獲得日本年度風雲車頒發的「年度情感獎」。
2016年繼馬自達3之後，8月11日原廠宣佈第二度小改款的馬自達6柴油引擎也新增NSFC聲頻降噪技術（Natural Sound Frequency Control）和NSS減震降噪技術（Natural Sound Smoother），前者藉由精密的多層次燃燒，以不同時序的燃油爆炸頻率平衡引擎運轉；後者則進一步在活塞插銷中置入平衡槌，以抑制導致柴油引擎噪音的震動頻率，消弭引擎噪音。其次是G力導引控制技術（G-Vectoring Control，G-ベクタリング コントロール，簡稱GVC），以控制動力輸出來提升底盤表現，駕駛者轉動方向盤時引擎驅動的扭力方向會隨著變化。此外新增全車LED燈組、全新三幅式方向盤、全彩色抬頭顯示器等配備，其中後者提高解析度，並新增路標和速限辨識、整合衛星導航系統、車道偏離系統、時速及定速顯示功能等。8月12日臺灣馬自達汽車宣佈與日本、歐洲同步，正式引進第二度小改款的車型。同年9月28日，臺灣馬自達引進軸距縮短80mm的旅行車型，配置具有NSFC聲頻降噪技術和NSS減震降噪技術的2.2L直列四缸DOHC SH-VPTR型雙渦輪增壓柴油引擎，售價和配備與四門轎車頂級型相同。
2018年4月，美國市場正式發售小改款。基本Sport車型採用2.5L直列四缸DOHC PY-VPR型引擎，搭配6速手排或6速自排變速箱。此具自然進氣引擎除了降低汽缸內部的阻力，且可在25-50mph的時速間切換成僅靠二汽缸輸出動力。其原理是油壓頂筒單純負責維持汽門間隙，並新設HLA液壓式汽門間隙調節器（hydraulic lash adjuster）。當HLA移開時就讓油壓頂筒處於類似避震器「低阻尼」的狀態，使得搖臂向頂筒方向施力而中斷汽門開啟，如此就能開啟雙缸運轉的模式。原先具備更高的燃油供應壓力以提供霧化混合油氣的效果，後來追加多次噴油功能，特別是在活塞上行開始壓縮時，會再追加一次噴油，大幅提升燃燒效率。
標準配備有雙區恆溫空調、免鑰匙感應門鎖系統（keyless entry system）、引擎啟動按鈕、巡航定速、17吋鋁圈、倒車顯影、6具喇叭、8吋多媒體觸控螢幕、盲點偵測、後交通警示、智慧都市緊急剎車系統、LED頭尾燈等。另外自排車型可選配i-ACTIVSENSE套件，包含車道偏移輔助系統、MRCC雷達跟車系統、車道偏移輔助、自動遠光燈調整、自動啟閉頭燈以及感應雨刷。中階Touring車型則僅有自排選項，配備多出皮椅、19吋鋁圈、6向電動調整駕駛座椅、冷暖空調出風口、前排加熱座椅與電動天窗。高階Grand Touring車型配備和CX-9一樣的2.5L直列四缸DOHC缸內直噴VVT SKYACTIV-G 2.5T型渦輪增壓引擎，使用93無鉛汽油可輸出最大馬力250hp / 5,000rpm，扭力峰值310lb-ft / 2,000rpm；若使用87無鉛汽油則馬力下降至227hp / 5,000rpm，僅能搭配六速自排變速箱。標準配備增加了具備11個揚聲器的BOSE音響系統、SiriusXM衛星廣播和四個月試用導航系統、防眩光車內後視鏡/駕駛員側後視鏡、加熱後視鏡以及換檔撥片。
2024年1月原廠宣布該車款將於4月中旬正式停產，這是繼2021年和2024年退出美國和英國市場之後，結束其長達22年的產品生命周期。最終日本国内于2024年12月停产，日本以外的工廠也於2025年第一季度停產。

#### 安全性召回
2015年5月18日一汽馬自達宣佈，由於燃油蒸氣膠管原料不合格，導致此膠管可能出現老化裂開，極端情況下將導致燃油蒸氣洩漏，形成安全隱患。一汽馬自達共召回2013年7月31日至2015年1月14日期間所生產的阿特茲轎車，共計28,600輛。2017年4月14日臺灣馬自達宣布，分別於2012年至2016年進口的CX-5和馬自達6車輛中，有7,408輛SKYACTIV-D 2.2L柴油車型因引擎監理程式瑕疵、8,782輛SKYACTIV-D 2.2L柴油車型因燃油回收管路瑕疵、53輛SKYACTIV-D 2.2L柴油車型因燃油噴嘴瑕疵，而必須回廠檢修或更換新零件。
2018年10月31日臺灣馬自達宣布召回11,459輛CX-5及馬自達6之SKYACTIV-D 2.2L柴油車型，檢修動力模組控制程式。故障原因為車輛持續在低轉速及高負荷下行駛（例如：車輛在上坡路段、以高檔位持續行駛），則高壓燃燒氣體可能會經由汽缸床墊片洩漏至引擎冷卻水的水道，導致引擎冷卻水從副水箱溢出。2019年7月12日臺灣馬自達針對2.2L直列四缸SH-VPTS型柴油引擎之車型實施召回檢修，包括針對引擎冷卻水自副水箱溢出、排氣壓力感知器、機油泵浦鏈條等3項缺失進行改正檢修，總共有11,459輛CX-5、馬自達6等車款受到影響，自同月29日起正式展開召回維修。

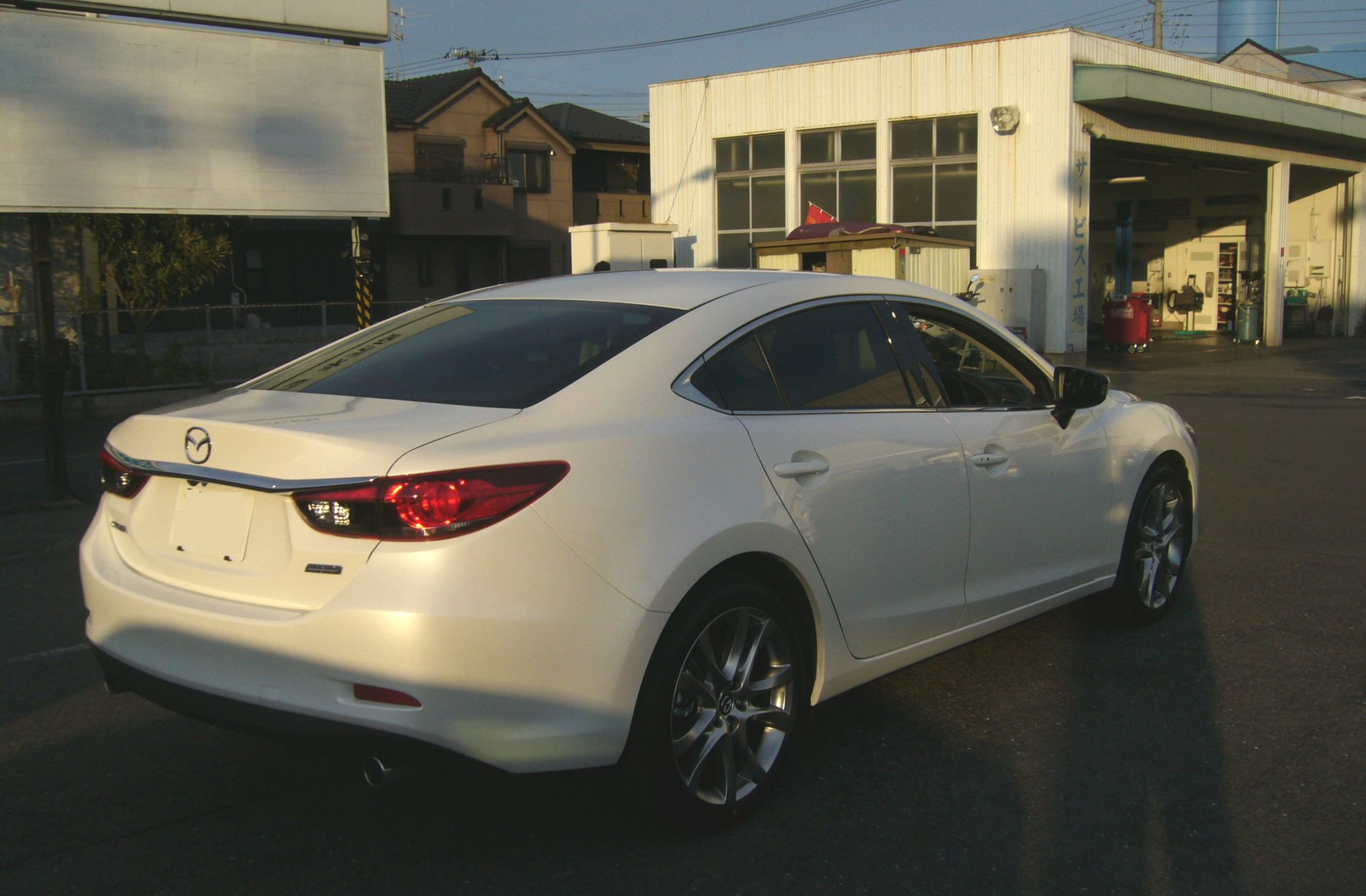
四門轎車版車尾
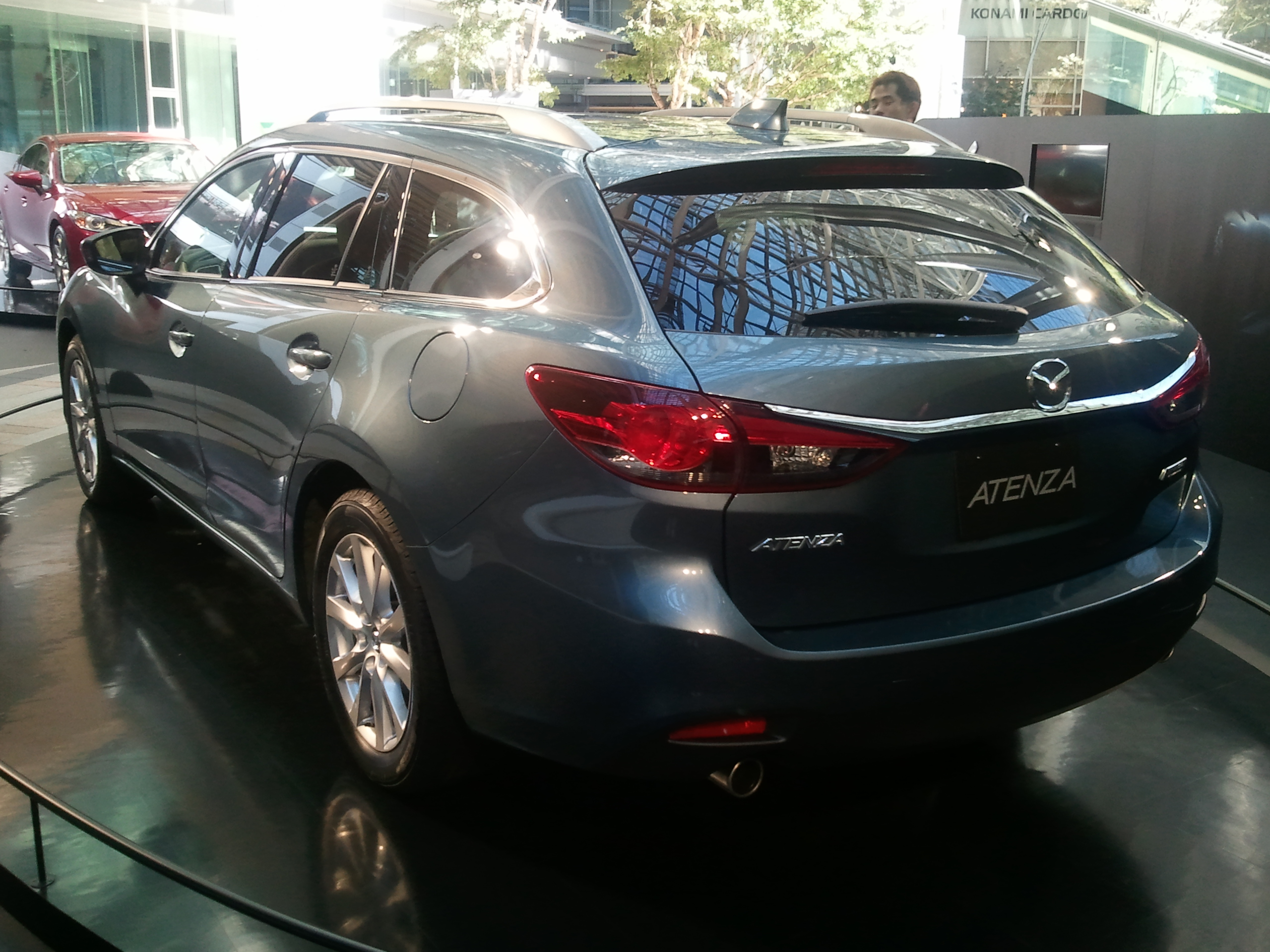
五門旅行車版車尾
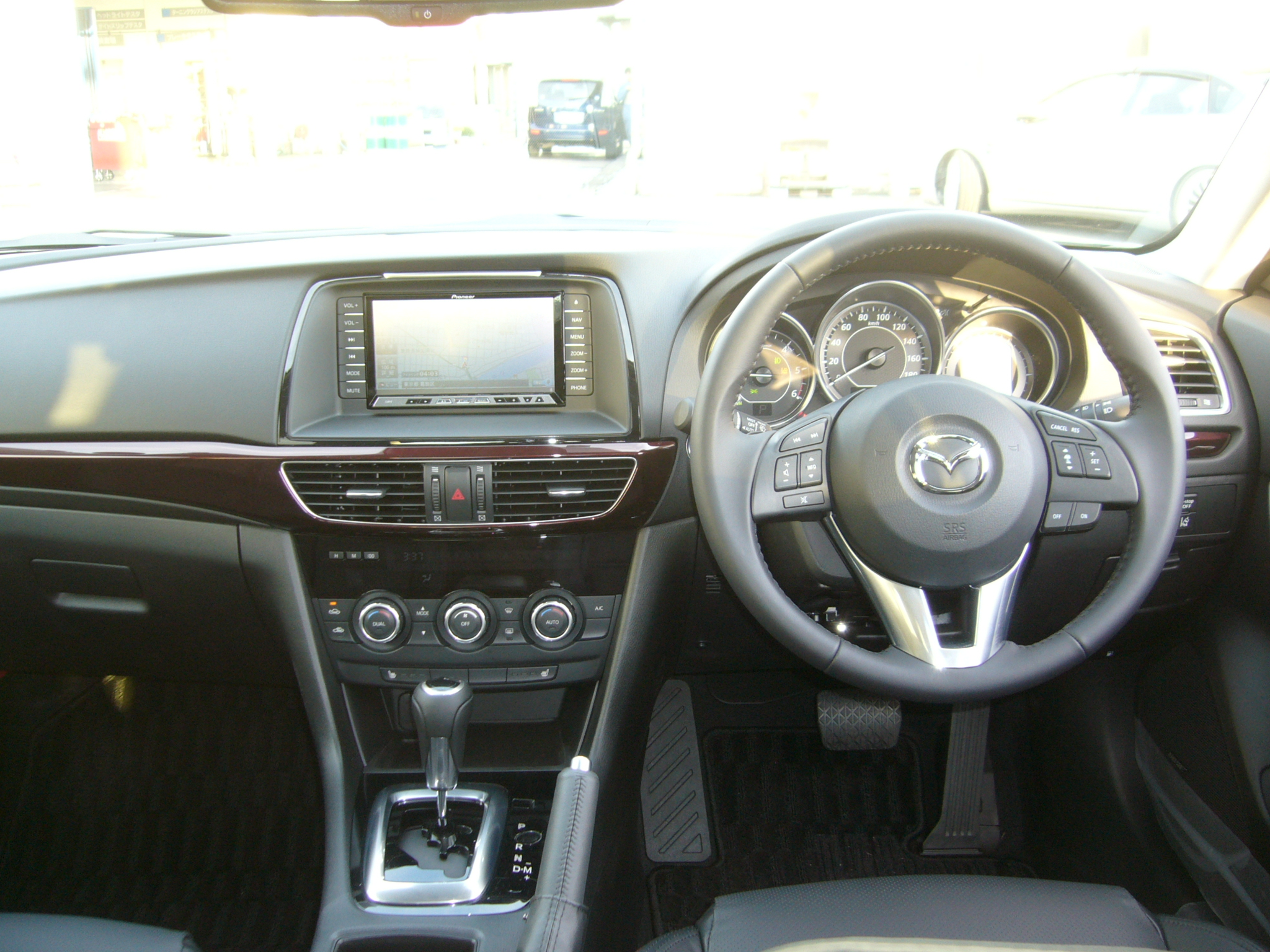
右駕版內裝
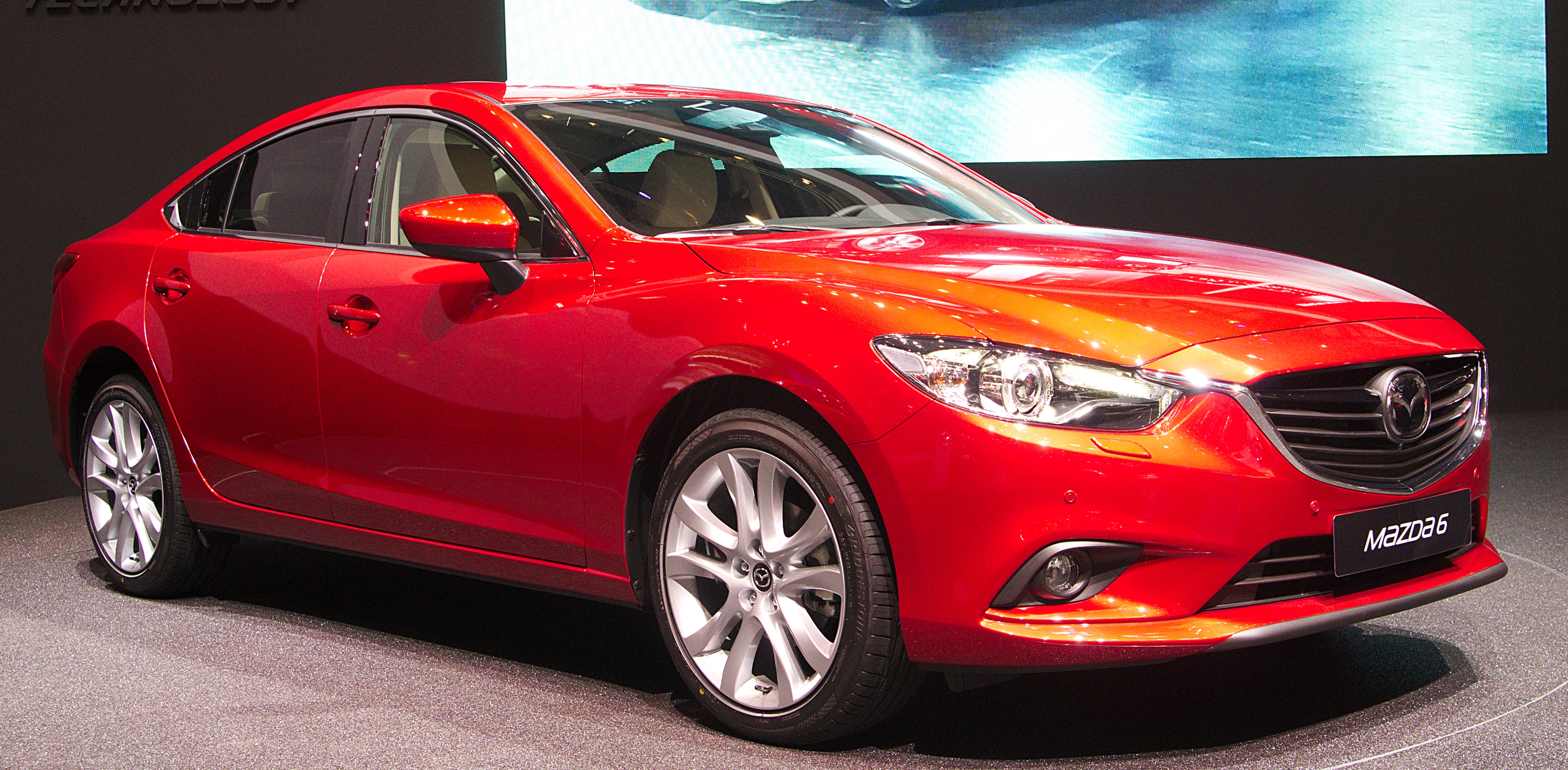
日內瓦車展
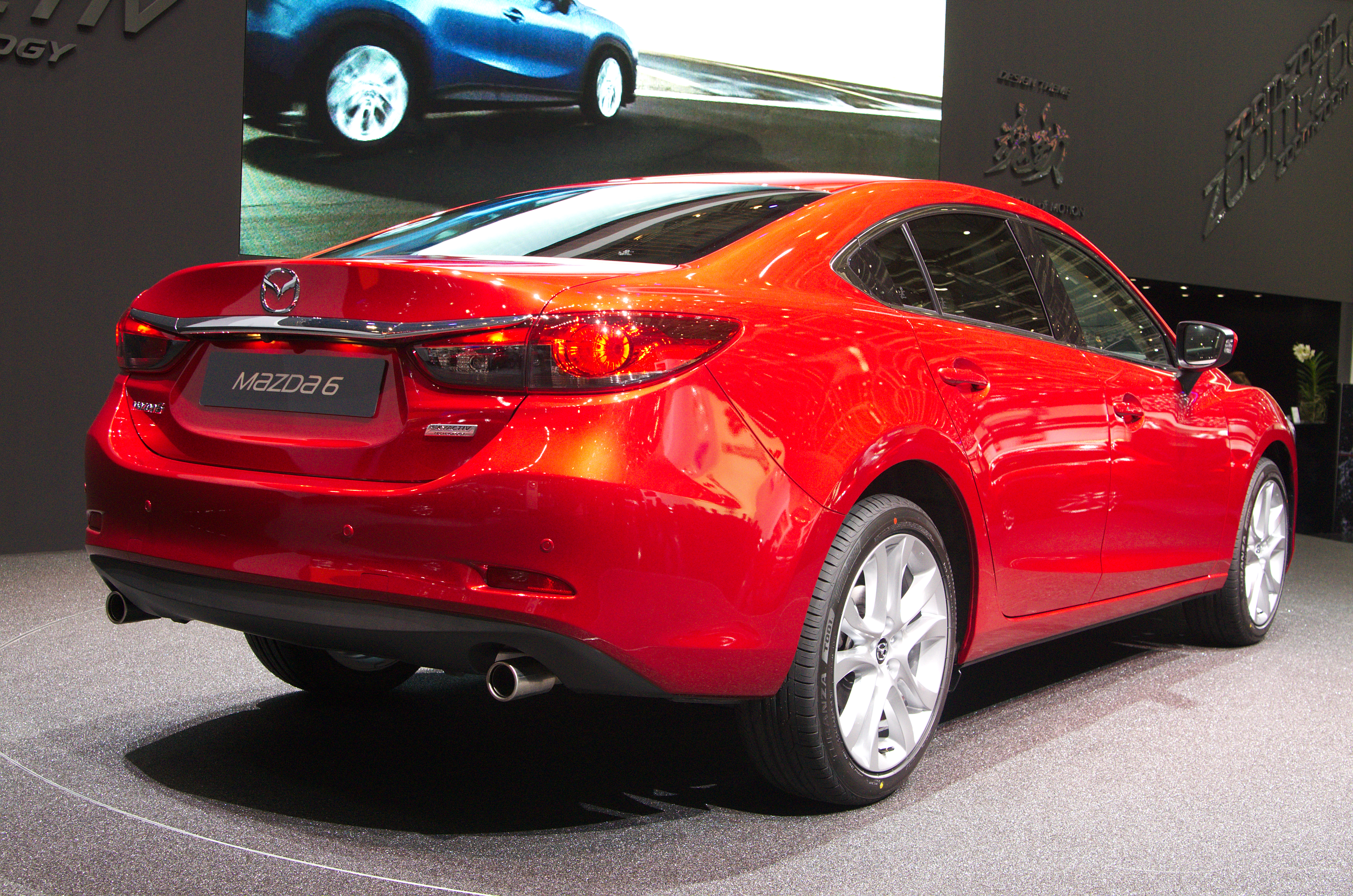
日內瓦車展
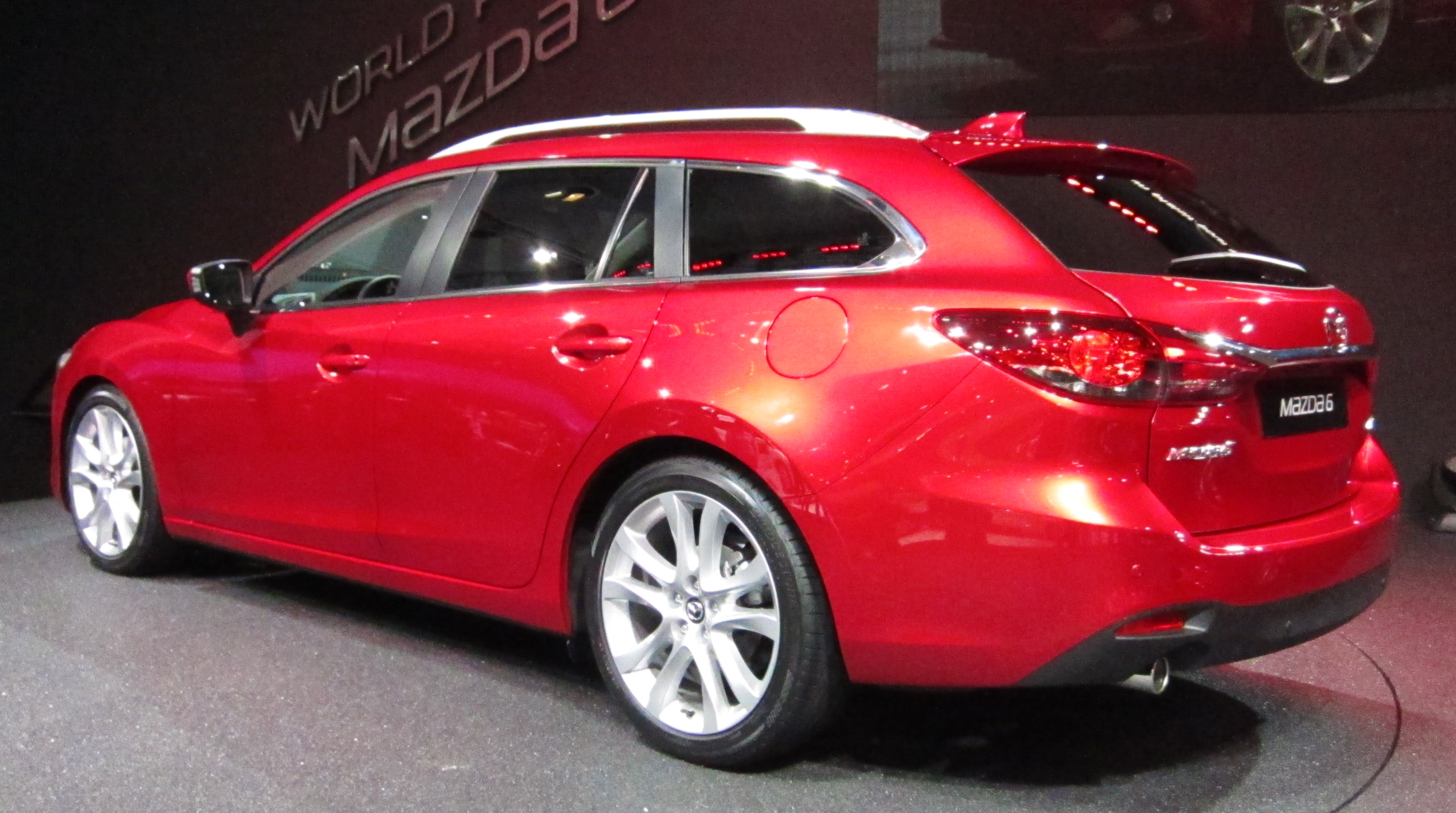
五門旅行車版車尾
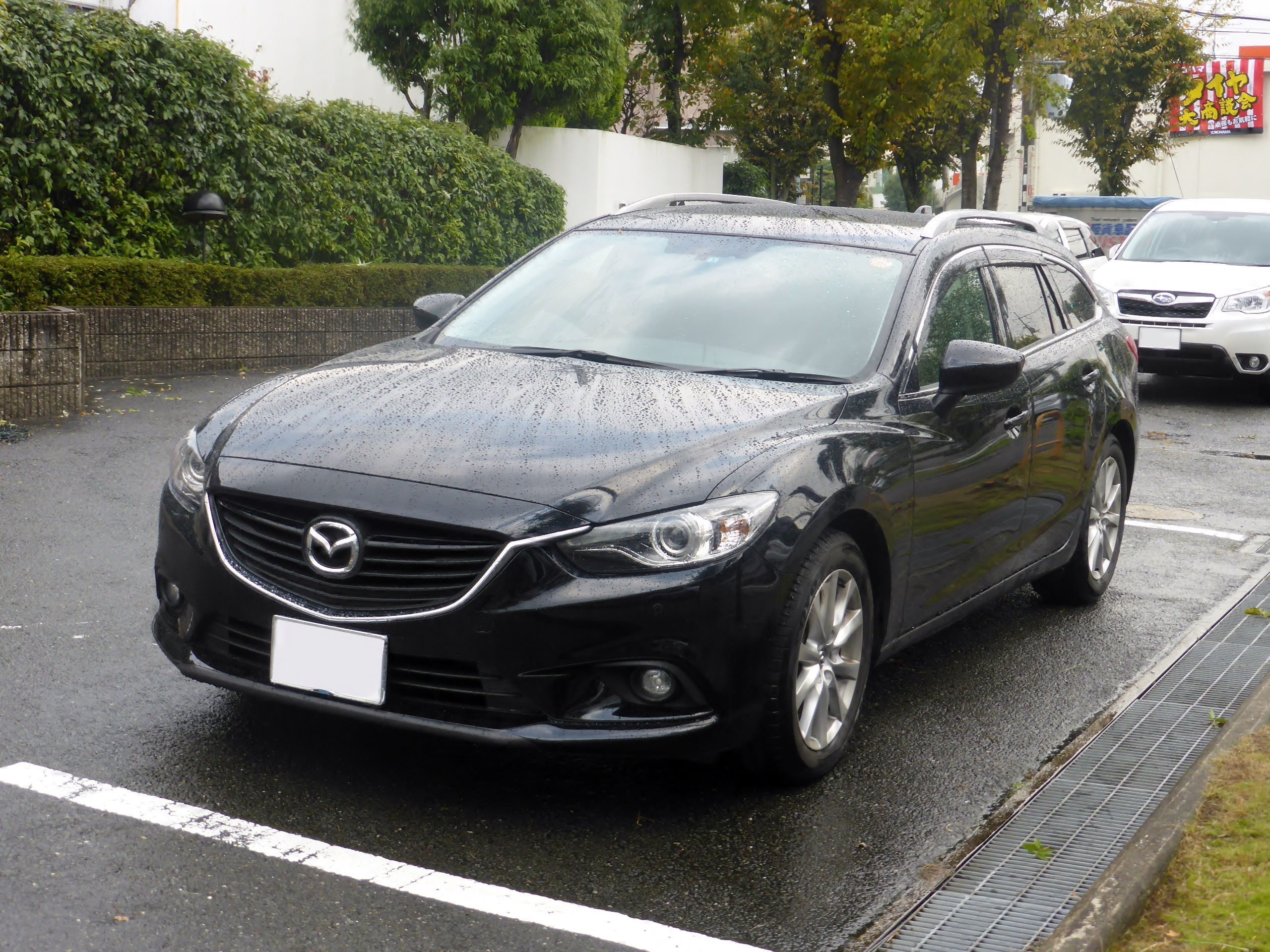
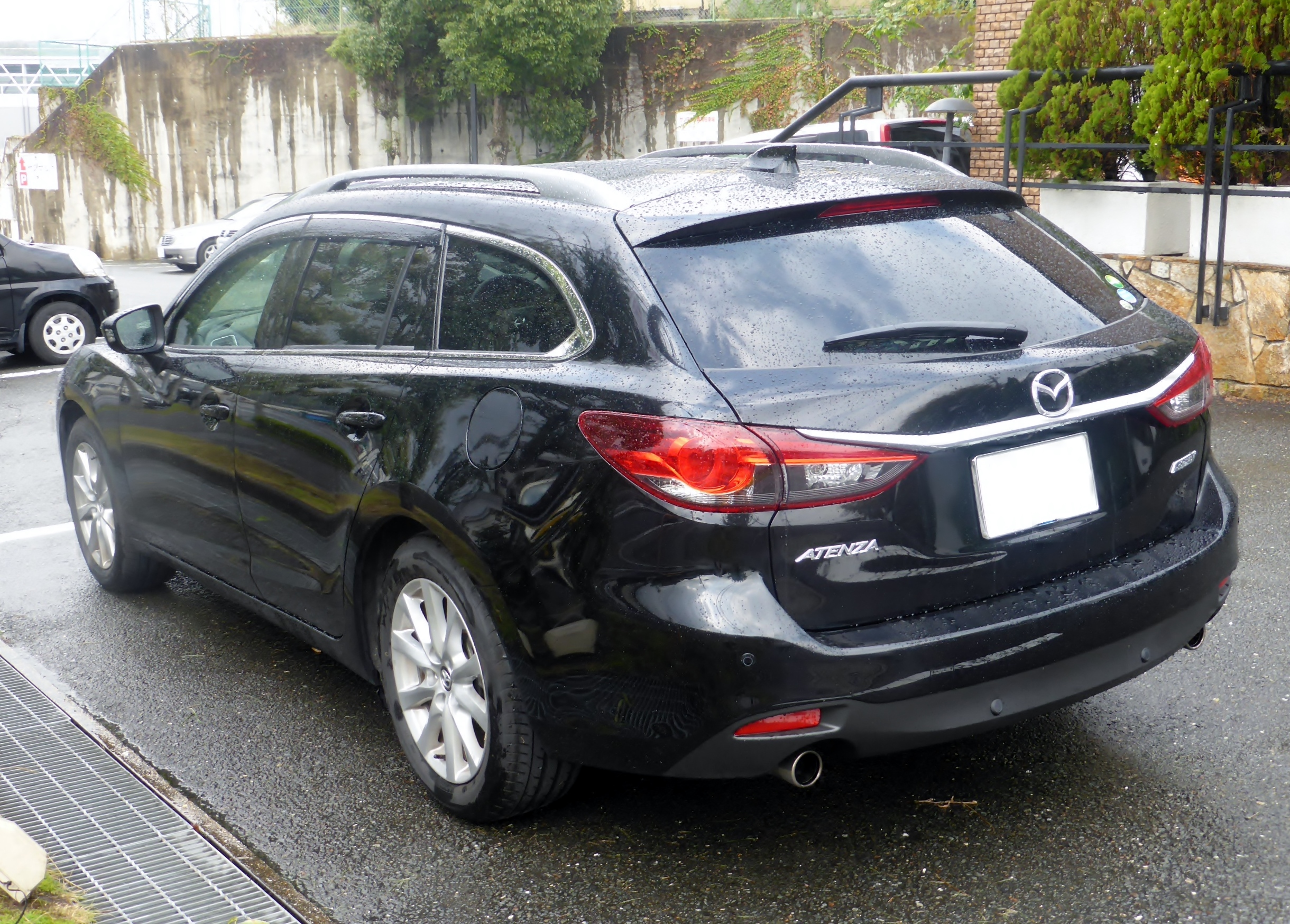
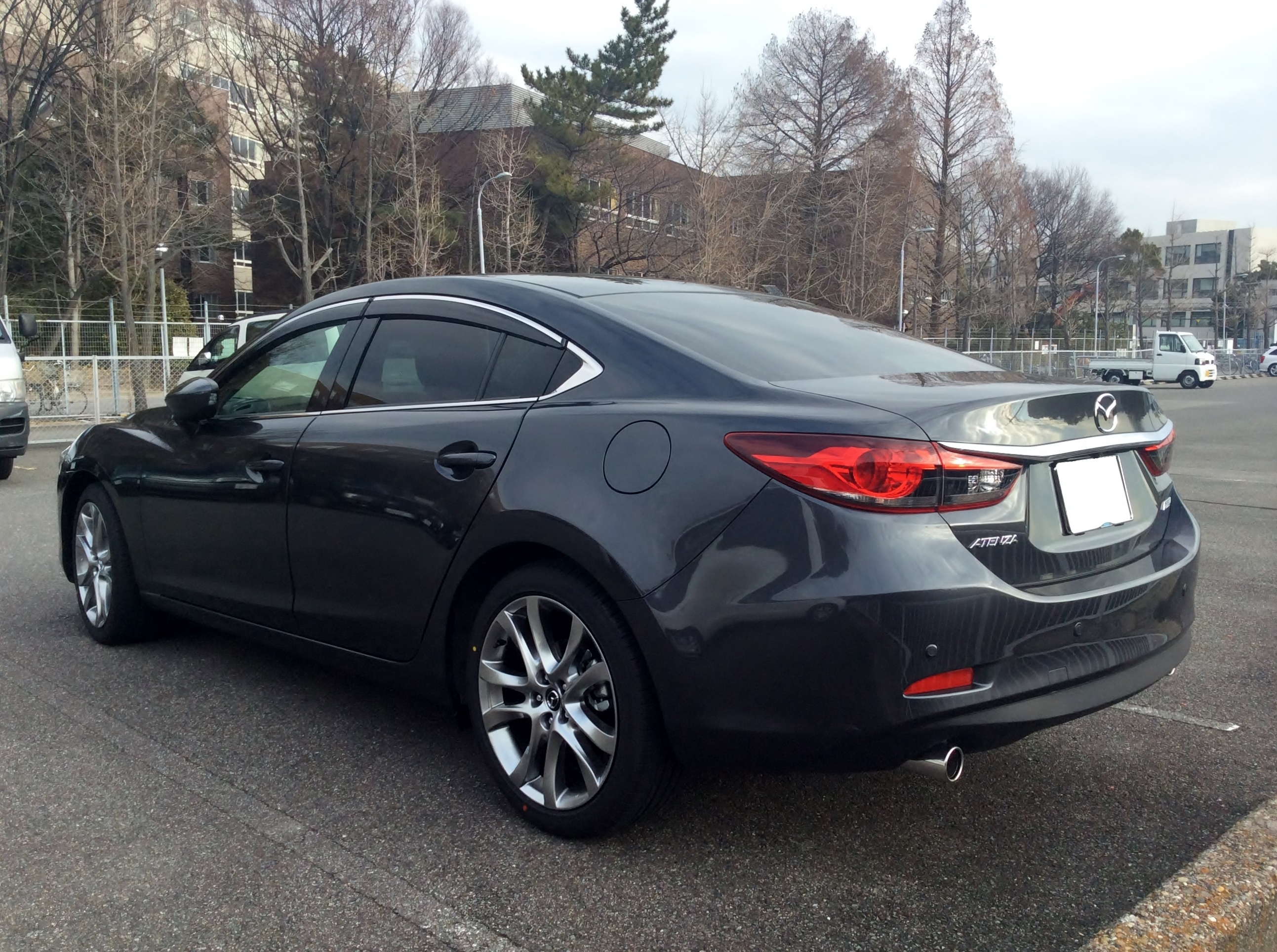
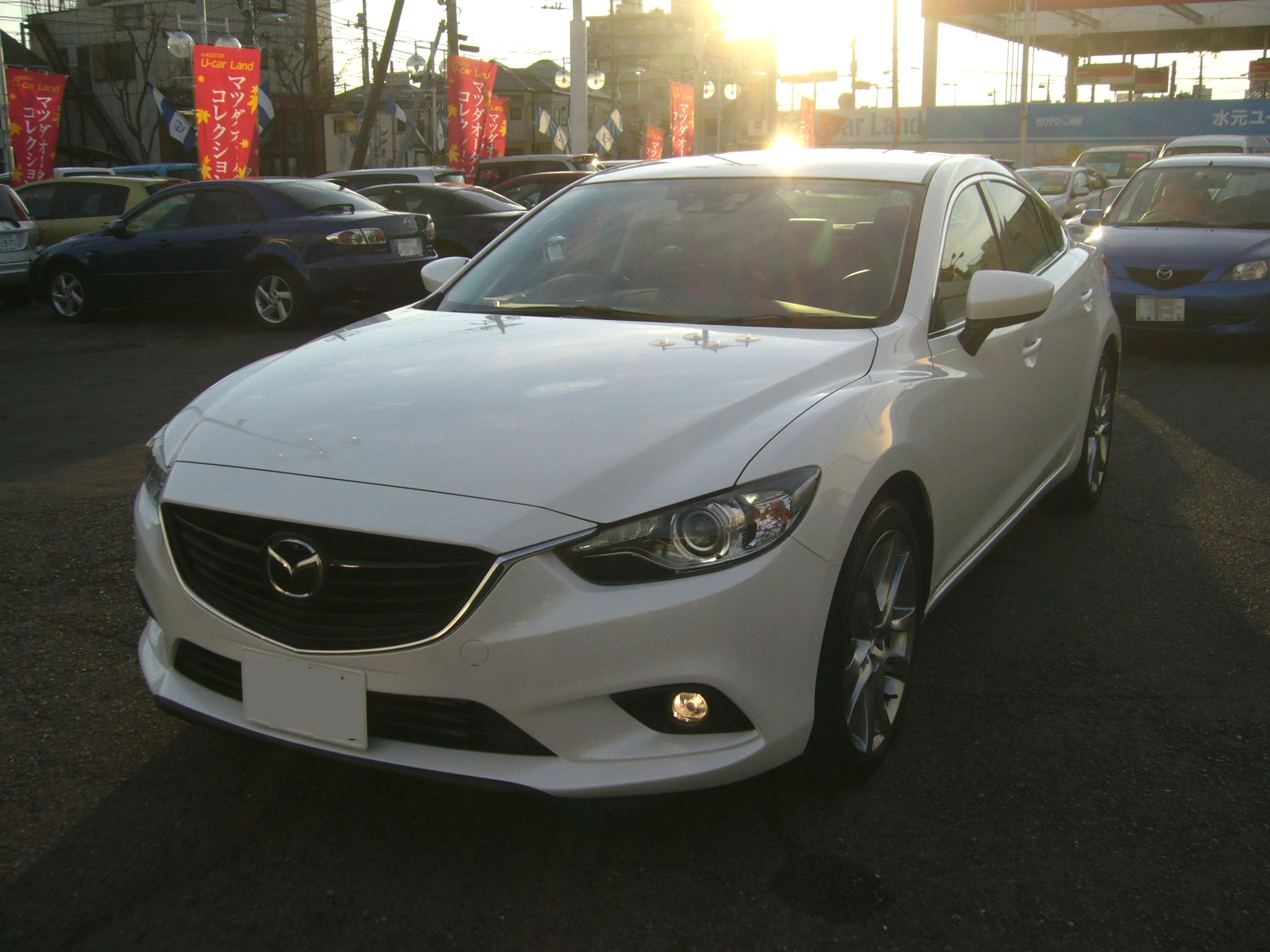

## 外部連結
- MAZDA 6 SEDAN（日本）
- MAZDA 6 WAGON（日本）
- Mazda6 4-Türer（德國） （页面存档备份，存于）
- Mazda6 Kombi（德國） （页面存档备份，存于）